# Nova Aurora (Parana)
Nova Aurora – miasto i gmina w Brazylii, w stanie Parana. Znajduje się w mezoregionie Oeste Paranaense i mikroregionie Cascavel.